# Miedzianów
Miedzianów – wieś w Polsce położona w województwie wielkopolskim, w powiecie ostrowskim, w gminie Nowe Skalmierzyce, nad Trzemną, w Kaliskiem, ok. 6 km od Nowych Skalmierzyc, ok. 11 km od Kalisza.
Osadami wsi są Kwiatkówek i Miedzianówek.

## Podział administracyjny
Miejscowość przynależała administracyjnie przed rokiem 1887 do powiatu odolanowskiego. W latach 1975–1998 do województwa kaliskiego, a w latach 1887–1975 i od 1999 do powiatu ostrowskiego.

## Historia

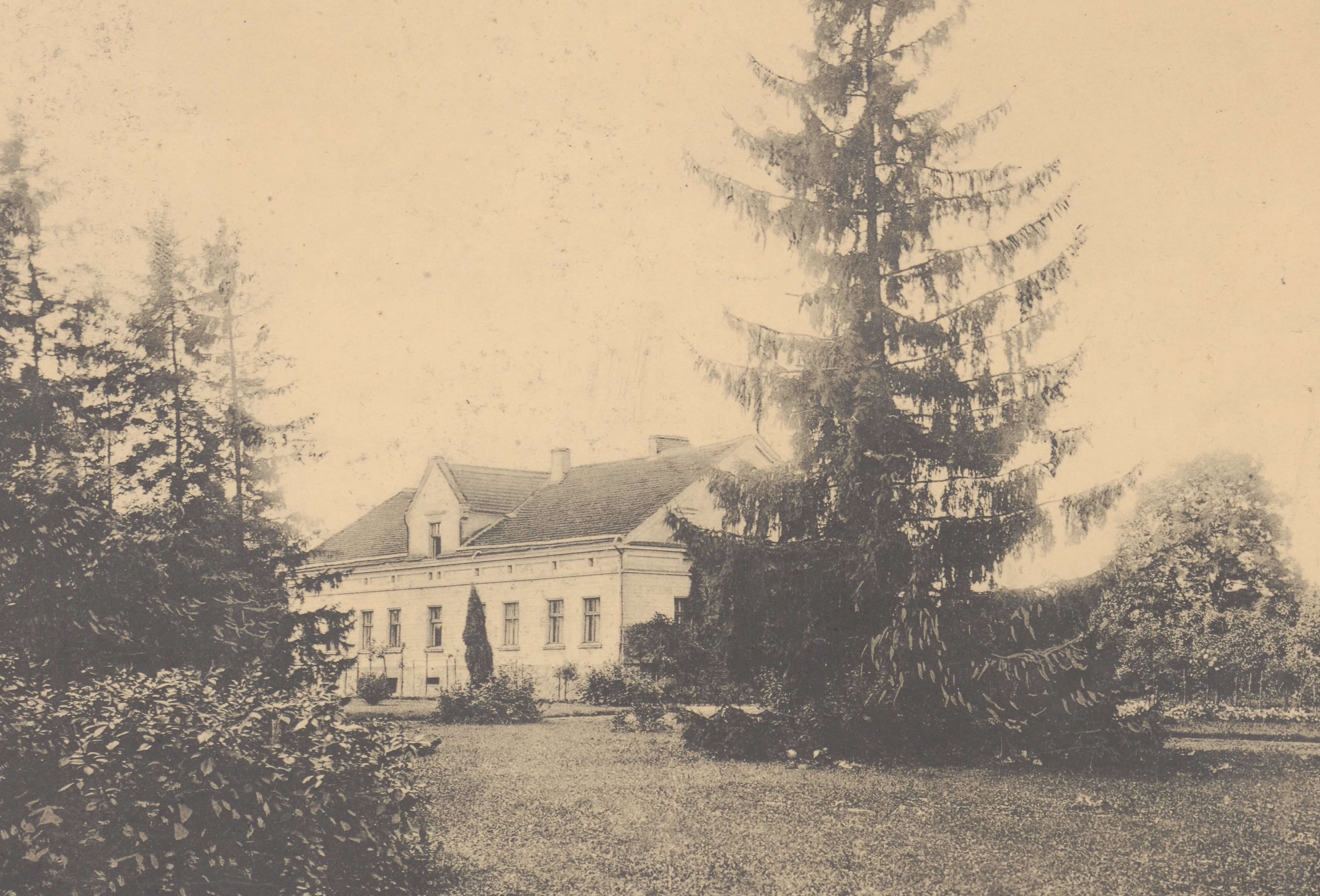
Widok dworu przed 1912

Wymieniany w 1213 roku jako Pentscovo, własność panującego w falsyfikacie Kodeksu dyplomatycznego Wielkopolski. Pod koniec XVI i na początku XVII wieku, wieś była własnością Droszewskich.
Spolszczoną nazwę miejscowości Poniatowo, zmieniono przed rokiem 1620 na Miedzianów.
W 1877 roku z inicjatywy ówczesnego właściciela majątku Henryka Skarżyńskiego, wzniesiono dwór–willę. W Słowniku geograficznym Królestwa Polskiego z 1885 roku, Miedzianów określany jest jako dominium z cegielnią i kopalniami torfu – 5 domów i 132 mieszkańców.

## Zabytki
Obiekty wpisane do rejestru zabytków nieruchomych województwa wielkopolskiego:
- zespół dworski:
  - dwór (1877)
  - park z pomnikami przyrody, platanami klonolistnymi[9]